# كاليب سميث
كاليب سميث (بالإنجليزية: Caleb Smith)‏ هو متزلج صدري أمريكي، ولد في 5 أكتوبر 1983 في ليك بلاسيد في الولايات المتحدة.